# Prodoretus rhodesianus
Prodoretus rhodesianus är en skalbaggsart som beskrevs av Ohaus 1912. Prodoretus rhodesianus ingår i släktet Prodoretus och familjen Rutelidae.

## Underarter
Arten delas in i följande underarter:
- P. r. hartli
- P. r. picatifrons